# Crawford (Geórgia)
Crawford é uma cidade localizada no estado americano de Geórgia, no Condado de Oglethorpe.

## Demografia
Segundo o censo americano de 2000, a sua população era de 807 habitantes.
Em 2006, foi estimada uma população de 822, um aumento de 15 (1.9%).

## Geografia
De acordo com o United States Census Bureau tem uma área de
3,0 km², dos quais 3,0 km² cobertos por terra e 0,0 km² cobertos por água. Crawford localiza-se a aproximadamente 237 m acima do nível do mar.

## Localidades na vizinhança
O diagrama seguinte representa as localidades num raio de 20 km ao redor de Crawford.